# 水上飛機角
64°3′S 60°46′W / 64.050°S 60.767°W

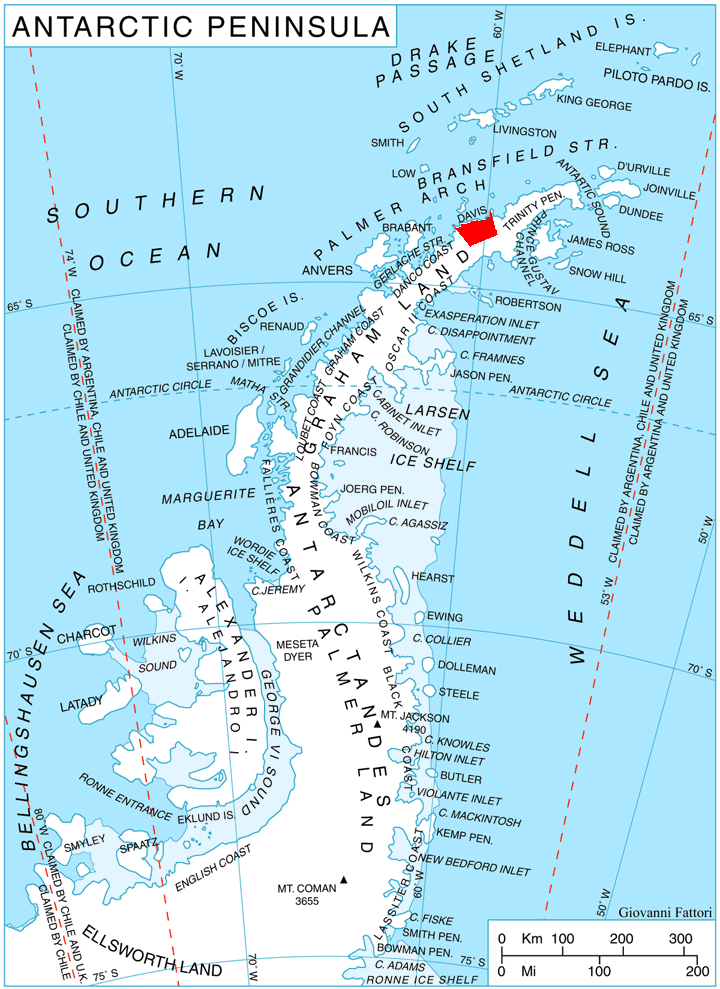

水上飛機角是南極洲的海岬，位於葛拉漢地，處於恰夫達爾半島東北岸，首次根據英國公司拍攝的空中照片隊繪入地圖，現時由南極條約體系管理。

## 外部連結
- SCAR Composite Gazetteer of Antarctica（页面存档备份，存于）.